# Gelede
El Gelede es una ceremonia celebrada en Benín, Nigeria y Togo por la comunidad Yoruba a través de cantos en yoruba, música de tambores y danzas con máscaras. Se realiza a finales de las cosechas y en acontecimientos importantes como nacimientos, algunos funerales y matrimonios o en casos de sequía o epidemias. Esta celebración fue declarada Patrimonio Cultural Inmaterial de la Humanidad por la Unesco en 2008, si bien fue proclamada originalmente en 2001.

## Máscaras

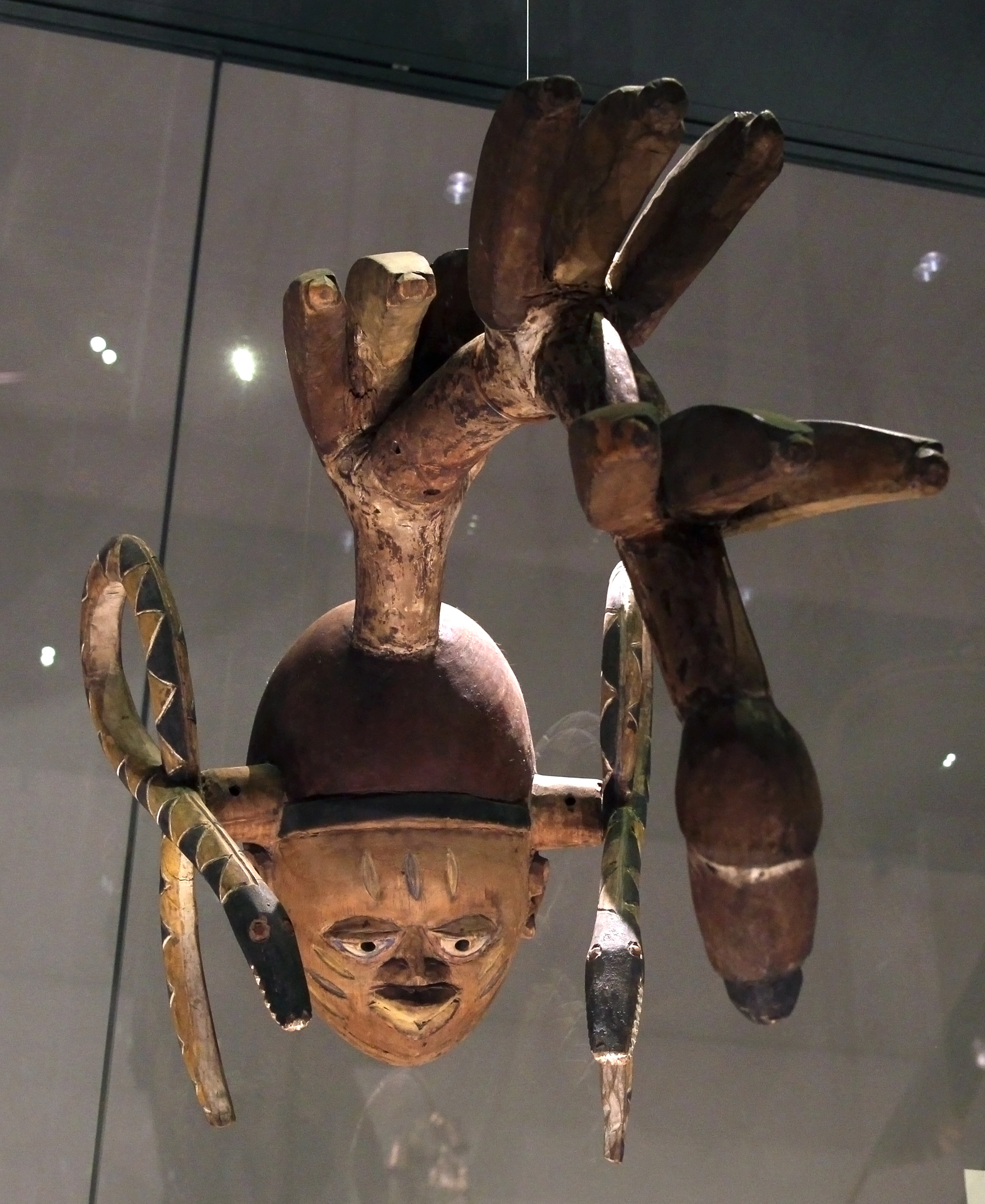
Máscaras Gelede en la habitación 25 del Museo Británico.

Las máscaras son esculpidas por artistas a partir de un trozo de madera cilíndrico y pintados en polocromía.
La mayor parte de las máscaras tienen características comunes a otras obras yoruba como los ojos almentrados o las tres pequeñas escarificaciones sobre los ojos o la frente.
La máscara Gelede se forma de dos partes. La parte inferior representa una cara femenina en calma y estática. La parte superior, al contrario, es muy viva y compleja y ligada a la creatividad del artista, representando el símbolo de los poderes interiores de las mujeres. 
A menudo se utilizan figuras de animales. La serpiente es símbolo de poder y de cualidades femeninas como la paciencia, pero igualmente símbolo de vigilancia. El pájaro es el mensajero de las madres y representa los poderes nocturnos maléficos de las brujas.

## Música
La danza se acompaña por una orquesta compuesta por cuatro tam-tams de diferentes tallas.

## Ceremonia
Al principio de la ceremonia se tocan los tambores en medio de la plaza y los niños bailan alrededor de ellos. La primera máscara es Ogbagba, el mensajero de los dioses, que hace dos apariciones: la primera donde tiene un aspecto joven, con un gorro blanco y una falda de rafia; unos minutos más tarde vuelve a aparecer y se convierte en un bailarín de aspecto maduro con una falda de hojas de banano y bracaletes (chawolos) en los tobillos. Ogbagba es la representación de la divinidad de Eshou Elegba.
La máscara siguiente es Agbena, el portador del fuego, seguida inmediatamente por Apana, el que lo apaga. Es por ello que se apagan todas las luces para preparar la llegada de la máscara de Iya, la representación de Iyalashé, la sacerdotisa patrona del culto. La máscara está cubierta por un largo velo blanco. La siguiente en salir es Tétèdè, el cantante entre las máscaras.